# 海战金冠

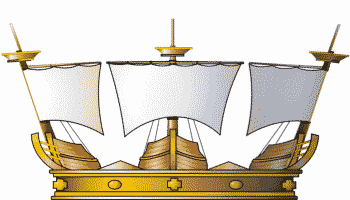
Example of a naval crown

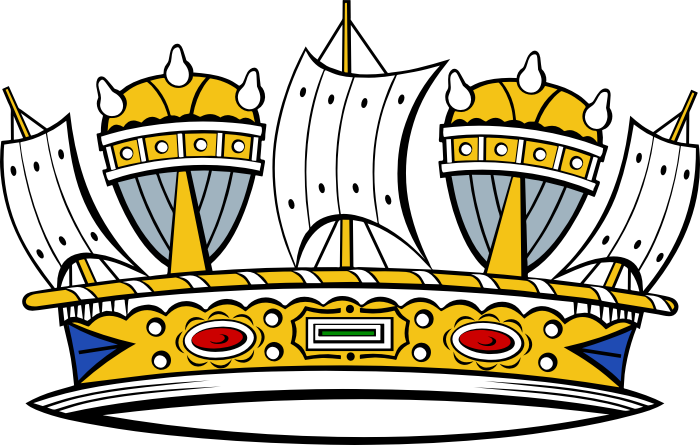
Heraldic Naval Crown

海战金冠（拉丁語：corona navalis）是一顶设计为船首状，并用黄金打造的头冠。在古罗马时代，它被用来奖励在海攻战中首个登上敌方船舰的兵士。
在纹章学中，海战金冠常常成为海军舰队的其中一种设计元素。 